# Marek Ulrich
Marek Ulrich (n. 12 ianuarie 1997, Dessau, Saxonia-Anhalt, Germania) este un înotător german, medaliat olimpic. A participat la o ediție a Jocurilor Olimpice (2020) în care a câștigat o medalie de bronz.